# 泰亞高·施華 (歌曲)
泰亞高·施華（英語：Thiago Silva）是英国饒舌歌手戴夫和AJ·特雷西的一首歌曲，該單曲于2016年5月13日发行。这首歌由169制作，并參考Ruff Sqwad的“Pied Piper”。歌名指的是巴西足球运动员蒂亚戈·席尔瓦。《Complex》杂志将这首歌曲列入“2010年代最有影響力的Grime歌曲”榜单的第10位。
2019年7月，戴夫在2019年格拉斯顿伯里音乐节表演这首歌曲时邀请粉丝亚历克斯（Alex）上台一同演唱的视频在网上疯传。

## 表现
2020年3月，这首歌曲因销量超过600,000张而被英国唱片业协会认证为白金唱片，并于2023年获得双白金认证。 
在2019年格拉斯顿伯里音乐节上爆红后，該歌曲进入英国单曲榜，排名第57位，最高排名第36位。
| 2019年表現                     | 顶峰位置 |
| ------------------------------ | -------- |
| 爱尔兰 ( IRMA )                | 38       |
| 英國（官方榜单公司單曲榜）     | 36       |
| 英國（官方榜单公司獨立榜）     | 1        |
| 英國（官方榜单公司節奏藍調榜） | 7        |

| 地區                                  | 认证 | 认证单位/销量 |
| ------------------------------------- | ---- | ------------- |
| 丹麦（國際唱片業協會丹麥分會）        | 金   | 45,000‡       |
| 新西兰（新西兰唱片音乐协会）          | 白金 | 30,000‡       |
| 英国（英国唱片业协会）                | 白金 | 600,000‡      |
| *僅含認證的實際銷量 ^僅含認證的出貨量 |      |               |